# Edgar Winter
Edgar Holland Winter, född 28 december 1946 i Beaumont, Texas, är en amerikansk musiker som hade framgångar under 1970- och 1980-talen. Han är keyboardist, sångare och saxofonist och spelar jazz, blues och rock. Hans äldre bror Johnny Winter har också haft stora framgångar som bluesgitarrist och sångare. Både Edgar och Johnny lider av albinism.
Winter är sedan länge engagerad i Scientologikyrkan och har bland annat gjort albumet Mission Earth, som komponerats av L. Ron Hubbard som ett soundtrack till dennes romanserie Mission Earth.

## Diskografi
Soloalbum
- 1970 – Entrance
- 1975 – Jasmine Nightdreams
- 1979 – The Edgar Winter Album
- 1981 – Standing on Rock
- 1986 – Mission Earth
- 1994 – Not a Kid Anymore
- 1996 – The Real Deal
- 1999 – Winter Blues
- 2002 – Edgar Winter (samlingsalbum)
- 2003 – Live At The Galaxy
- 2004 – Jazzin' the Blues
- 2008 – Rebel Road
- 2016 – The Definitive Collection

Med Edgar Winter's White Trash
- 1971 – Edgar Winter's White Trash
- 1972 – Roadwork
- 1977 – Recycled

Med Edgar Winter Group
- 1972 – They Only Come Out at Night
- 1974 – Shock Treatment
- 1975 – The Edgar Winter Group With Rick Derringer
- 2018 – I've Got News for You, 1971-1977 (6 CD-samling)

Med andra artister
- 1976 – Together - Live (med Johnny Winter)
- 1990 – Edgar Winter & Rick Derringer Live in Japan
- 2007 – Edgar, Johnny Winter & Rick Derringer (livealbum)
- 2010 – An Odd Couple (livealbum tillsammans med Steve Lukather)